# Sphenomorphus assatus
Sphenomorphus assatus е вид влечуго от семейство Сцинкови (Scincidae). Видът не е застрашен от изчезване.

## Разпространение и местообитание
Разпространен е в Гватемала, Мексико, Салвадор и Хондурас.
Обитава гористи местности, планини, възвишения, склонове и каньони в райони с тропически климат.

## Описание
Популацията на вида е стабилна.